# 土门站
土门站是西安地铁8号线的一座车站，位于中华人民共和国陕西省西安市莲湖区沣惠南路与丰镐西路和丰镐东路交叉口。

## 车站结构
本站为地下二层岛式站台车站。
| 地面              | 出入口 | A、B、D出入口                                                                                     |
| 地下一层          | 站厅   | 客服中心、自动售票机、长安通自助机                                                                |
| 地下二层          | 站台   | \| \| \| █ 8号线内环（开远门） \| \| 島式 · 開左邊车门 \| \| \| \| \| \| █ 8号线外环（金光门） \| |
|                   |        | █ 8号线内环（开远门）                                                                             |
| 島式 · 開左邊车门 |        |                                                                                                   |
|                   |        | █ 8号线外环（金光门）                                                                             |

## 公共艺术
本站是8号线29座标准站之一，所处的西段以“秋之金”为装潢主题色。

## 出入口
本站共有3个出入口。
|            |                                              |      |
| 编号       | 指示                                         | 图片 |
| A          | 沣惠南路（西）、丰镐西路（北）               |      |
| B          | 丰镐西路（南）、沣惠北路（东）               |      |
| D          | 沣惠北路（东）、丰镐东路（北）、土门街心花园 |      |
| 无障碍电梯 |                                              |      |

## 历史
- 2022年12月1日：车站封顶[2]。
- 2024年12月26日：车站随8号线通车启用[3]。